# Jean de Hoey
Jean de Hoey, ou Jan de Hoey, Jan Dammerts van Hoey , Jean I d'Hoey, Doé, est un peintre et graveur néerlandais, né à Leyde vers 1545 et mort à Avon le 8 septembre 1615.

## Biographie
Il est le petit-fils de Lucas de Leyde. Il a été l'élève de son frère aîné, Lukas Dammesz van Hoey, né vers 1532, actif à Utrecht entre 1548 et 1604.
Jean de Hoey a été un peintre actif à Troyes entre 1571 et 1581, à Fontainebleau entre 1592 et 1608, à Paris entre 1597 et 1602, et à Avon de 1603 à sa mort.
Entre 1590 et 1609 il est mentionné comme peintre et valet de chambre du roi. Henri IV le nomme « garde des tableaux » en 1608 pour « les peintures des vieux tableaux de Sa Majesté au château de Fontainebleau, tant pour rétablir ceux qui sont gastez, peints à l'huile sur bois ou sur toile, ensemble pour nettoyer les bordures des autres tableaux à fresque des chambres, salles, galeries, cabinets d'iceluy château ». À sa mort, en 1615, la charge passe à son fils Claude (1585-1660), puis à son petit-fils qui a suivi les tableaux de Fontainebleau quand ils ont été installés au palais du Louvre. Jacques de Hoey a été garde du cabinet des peintures du Louvre entre 1618 et 1623.
En 1608, il travaille au château de Fontainebleau à la restauration des peintures et des fresques. D'après André Félibien il a travaillé avec Ambroise Dubois à la galerie de Diane et a réalisé de grands tableaux pour la chapelle haute du château,.
On lui a attribué deux gravures portant le monogramme D. H. qui ont été rapprochées de plusieurs dessins.

## Famille
- Hugues-Jocobs Dammesz, peintre
  - Lucas de Leyde (Lucas Dammesz)
    - Sa fille aînée, Marijtgen, se marie au peintre Dammas Claesz de Hoey. De ce mariage sont nés quatre fils[4] :
      - Lucas Dammesz van Hoey, peintre, né vers 1532, actif à Utrecht, et mort à Utrecht en 1604 ;
      - Cornelis ou Corneille de Hoey ;
      - Hugo ou Hugues de Hoey ;
      - Jean de Hoey, né à Leyde en 1540, s'est marié en 1578 avec Maria Ricoveri, petite-fille de Domenico Ricoveri del Barbiere, appelé en France Dominique Florentin, Florentin, né vers 1499[5], et mort le 9 septembre 1615, inhumé à l'abbaye de Barbeaux, 
        - Jacques de Hoey, né à Troyes, mentionné en 1605, peintre et valet de chambre du roi, garde des peintures des palais du Louvre et des Tuileries. Il est cité pour des travaux de peinture jusqu'en 1638 ;
        - Claude de Hoey, né à Troyes en 1585, mort le 10 janvier 1660, peintre et valet de chambre du roi en 1614. Il s'est marié en 1621 avec Gabrielle Tabouret, petite-fille de Ruggiero de'Ruggieri, peintre bolonais présent au château de Fontainebleau depuis 1556, mort en 1596/1597[6],[7]. Il est cité comme concierge du château de Fontainebleau où il est chargé de la conservation des peintures dont il démissionne et il est remplacé, en 1635, par Jean Dubois le Vieux. Il y a réalisé plusieurs décorations, aujourd'hui disparues, entre 1639 et 1642 ;
        - Nicolas de Hoey, baptisé le 15 mai 1597, à Paris, mort jeune ;
        - Jean II de Hoey[8], né le 8 avril 1599, il est cité comme peintre et gens de métier dans l'État de la Maison du roi en 1624, 1638, et peut-être en 1648 ;
        - Françoise I de Hoey (1580-1648)[9], mariée en premières noces, le 4 mars 1601 d'après Auguste Jal, au peintre Ambroise Dubois après le décès de sa première femme dont il avait eu en 1595 Jean Dubois, mort jeune[10], mort le 29 janvier 1614 d'après le registre d'Avon, ou le 27 décembre 1615 d'après son épitaphe dans l'église d'Avon, mais cette dernière date semble erronée si on considère son remariage avec Martin Fréminet et la date de naissance de Louis Fréminet, leur premier enfant, d'où, de son premier mariage :
          - Marie Dubois (1602- ), mariée à Jean Blondeau
          - Jean Dubois le Vieux (1604-1676), marié en 1643 avec Marie Oultrebon, doù :
            - Jean Dubois le Jeune (1645 - 1694) ;
            - Louis Dubois (1646 - 1702) ;

          - Antoine Dubois (1605- )
          - Louis Dubois, il a hérité de la pension de Louis Fréminet, son demi-frère ;

        - mariée en secondes noces au peintre Martin Fréminet, il signait Fréminel[11], (1567-1619), d'où de son second mariage :
          - Louis Fréminet (1616 – 1651), écuyer, peintre, et garde des peintures de son père à la chapelle de la Trinité, aux côtés de Jean Dubois le Vieux, le fils d’Ambroise Dubois et de sa mère ;

        - mariée en troisième noces à un M. de Laminois, en fait Antoine Laminoy, arpenteur, bourgeois de la ville de Noyon, d'où de son troisième mariage :
          - Simon Laminoy, désigné aussi sous le nom de Simon de Laminois, peintre de batailles, ayant travaillé à Fontainebleau, Venise et Paris, reçu à l'Académie royale de peinture et de sculpture le 28 avril 1663[12], né à Noyon en 1623, et mort le 20 janvier 1683 ;
          - Antoine Laminoy
          - Marie Laminoy (†1658), mariée à René Brice, écuyer, sieur de Granval ;

        - Françoise II de Hoey (vers 1682-vers 1615), sœur cadette de Françoise I de Hoey, mariée en 1604 avec Martin Fréminet, lequel s'est remarié après le décès de sa première femme avec sa sœur aînée, Françoise I de Hoey. Cette sœur cadette de Françoise I de Hoey est citée comme marraine de Louis Dubois le Vieux, avec Claude de Hoey comme parrain, le 24 février 1604 ;
          - Martin II Fréminet, habile peintre d'après André Félibien ;
          - Paul Fréminet, bon crayonneur d'après l'abbé Michel de Marolles ;

        - Jehanne de Hoey, connue par des actes de baptêmes en 1602 et 1603 où elle est marraine.

### Autres membres possibles
- Guillaume de Hoey, peut-être le frère de Dammas Claesz de Hoey ;
  - Nicolas de Hoey (Leyde, vers 1547-1611), mentionné dans les comptes de la Maison du roi entre 1590 et 1609, ses œuvres sont connues entre 1580 et 1612. On connaît plusieurs tableaux de lui[13], dont plusieurs au musée des beaux-arts de Dijon[14], le triptyque de l'église de Vitteaux (1592), Quo vadis et Résurrection dans le chœur de la cathédrale Saint-Nicolas de Fribourg (1585), la peintre murale de la Mort de la Vierge dans l'église Saint-Michel de Dijon (1581). On lui attribue les peintures murales de la chambre de Judith et d'une partie de la galerie de Pharsale dans le château d'Ancy-le-Franc, vers 1590. Sa signature a été découverte pendant la restauration du tableau La Flagellation de la chapelle de l'Hôtel-Dieu de Bourg-en-Bresse[15] et sur La Montée au Calvaire de l'église Saint-Clair de Montagnat[16],[17]

- Anne de Hoey , née le 15 novembre 1573, morte le 23 janvier 1612. Elle a épousé deux musiciens de la chapelle du roi de France, Julien Perrichon, puis Antoine Oultrebon.

- Nicolas de Hoey, né à Anvers en 1631, mort à Vienne en 1679, peintre de la cour de Vienne.